# ميري بلاك
ميري بلاك (بالإنجليزية: Mhairi Black)‏ (ولدت في الثاني عشر من سبتمبر عام 1994) هي سياسية اسكتلندية. عضو البرلمان ممثلة الحزب القومي الاسكتلندي عن دائرة بيزلي ورينفروشير الجنوبية وذلك منذ 2015، عندما هزمت دوجلاس اليكساندر ممثل حزب العمال. وتم إعادة انتخابها في يونيو 2017.
بلاك حاليا أصغر عضو في مجلس العموم في المملكة المتحدة. عندما انتخبت في مايو 2015، كانت تبلغ من العمر 20 عامًا و 237 يومًا، مما يجعلها أصغر عضو في البرلمان منتخبًا في مجلس العموم بالمملكة المتحدة منذ إصدار قانون الإصلاح لعام 1832 على الأقل، لتحل محل جيمس ديكسون الذي كان عمره 21 سنة و 67 يومًا عندما تم انتخابه في عام 1880. 

## النشأة ووجهات النظر
ولدت بلاك في بيزلي في عام 1994، وتلقت تعليمها في مدرسة لورديس الثانوية، غلاسكو، وجامعة غلاسكو، حيث حصلت على درجة الشرف من الدرجة الأولى في السياسة والسياسة العامة في يونيو 2015. في وقت انتخابها في 8 مايو عام 2015، لم تكن قد أكملت دراستها الجامعية بعد، مع إجراء اختبار نهائي حول السياسة الاسكتلندية التي لا يزال يتعين الاضطلاع بها. 
جنبا إلى جنب مع غيرها من النواب المثليين من الحزب الوطني الإسكتلندي، أعربت عن دعمها لزواج المثليين قبل الاستفتاء في أيرلندا. وعندما سئلت عن قرارها «الإفصاح عن الميول المثلية»، أجابت «لم أذهب أبدًا». 
تصف بلاك نفسها بأنها «اشتراكية تقليدية» مستشهدة بتوني بين كبطلها السياسي الدائم. تشمل أفكارها السياسية الأخرى كير هاردي ومارجو ماكدونالد. وهي كاثوليكية المعتقد. 
هي مشجعة لفريق Partick Thistle. وهي تعزف على البيانو، كما ظهر في مقابلة مع أخبار القناة الرابعة البريطانية مع جون سنو، في 18 سبتمبر 2015، حيث عزفت خلالها موسيقى من فيلم تيتانيك.
كانت بلاك مستخدمًا نشطًا لموقع تويتر على الشبكات الاجتماعية منذ أن كانت في الرابعة عشرة من عمرها. وأثيرت العديد من تغريداتها بعد انتخابها التي شملت الشتائم والشرب والاحتفالات، وحادثة اشتكت فيها من سلوك أنصار نادي سلتيك. 

## الحياة السياسية
أصبحت بلاك عضوًا في البرلمان عن دائرة بيزلي في الانتخابات العامة لعام 2015 بينما كانت لا تزال طالبًة في السنة النهائية في جامعة غلاسكو. وقد وصفت هزيمتها لدوغلاس ألكسندر، عضو البرلمان عن حزب العمال ووزير خارجية الظل، بأنها غير متوقعة ومثال على انهيار شعبية حزب العمال في اسكتلندا في انتخابات عام 2015. 
على الرغم من كونها أصغر عضو برلماني منذ كريستوفر مونك، إيرل أوف تورينجتون، الذي دخل مجلس العموم في سن 13 عام 1667، تبعه مونك من قبل مراهقين آخرين حتى وضع قانون الانتخابات البرلمانية 1695 والذي جعل 21 كحد أدنى لعمر المرشحين. علاوة على ذلك، حتى صدور قانون الإصلاح لعام 1832، نادرا ما تم إقالة النواب القُصَّر، مع بلوغ فيسكونت جوسلين 18 عامًا عندما تم انتخابهم في الانتخابات العامة لعام 1806. وبما أن قانون الإدارة الانتخابية لعام 2006 قلل مدة الترشح من 21 إلى 18 سنة، فإن بلاك أول شخص ينتخب بموجب أحكامه.

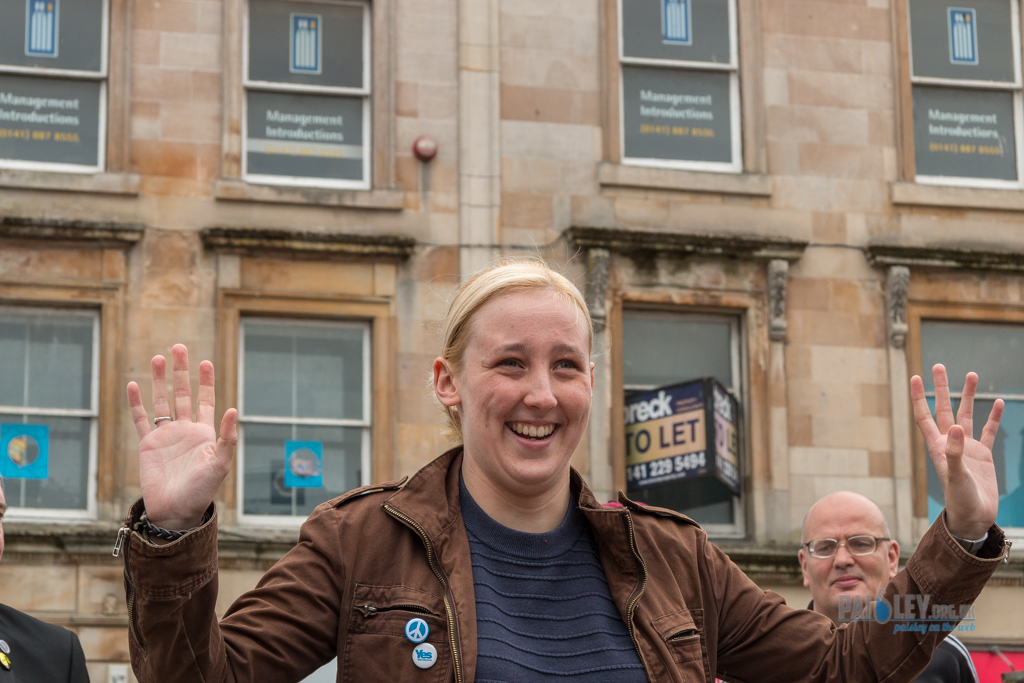
بلاك في حملة احتجاج على نزع السلاح النووي في بيزلي كروس ، 2016

تم الإعلان في 1 يوليو عام 2015 عن تعيين بلاك في لجنة اختيار العمل والمعاشات. وقد ألقت خطابها الأول في 14 يوليو 2015 وشمل ذلك بعض الانتقادات لمقاربة الحكومة للبطالة في دائرتها الانتخابية والحاجة المتزايدة لبنوك الغذاء. وقالت: «بنوك الغذاء ليست جزءًا من دولة الرفاهية. إنها رمز يفشل دولة الرفاهية الاجتماعية». كما انتقدت بلاك الحكومة بشأن التخفيضات على إعانة الإسكان. وقد أشاد قائد المجموعة البرلمانية للبنك الوطني الاجتماعي، أنجوس روبرتسون، بخطابها ووصفها بأنها معلقة ومبدئية وعاطفية. في غضون خمسة أيام من إلقائها هذا الخطاب، كان ينظر إليها أكثر من 10 ملايين مرة على وسائل الإعلام المختلفة. وفي وقت لاحق، تم تعريف بلاك بالتغيير في معاشات الدولة من خلال مكوناتها، ومنذ ذلك الحين، أقرت النساء ضد مناهضة التفاوت في المعاشات التقاعدية (WASPI) في عدة مناسبات.
بلاك منتقده منذ فترة طويلة من وستمنستر. بعد شهرين من انتخابها، علقت قائلة إن جعل النواب يصوتون شخصيا، بدلا من إلكترونيا، «عفا عليها الزمن». في مقابلة عام 2016 مع أوين جونز، وصفت بلاك وستمنستر بأنها «نادي أولاد قديم» و «مستبعد جدا من الواقع»، في حين أعربت عن قلقها من الغطرسة والنزعة الجنسية من أعضاء البرلمان الآخرين.
في عام 2017، اعتبرت بلاك أنها لا تقف لولاية ثانية في الانتخابات العامة المقبلة بسبب حقيقة أن «القليل يتم إنجازه». على الرغم من هذا، قررت بلاك أن تقف في الانتخابات العامة لعام 2017 وأعيد انتخابها بأغلبية ضئيلة. وقالت لبي بي سي سكوتلندا إنها «سعيدة بإعادة انتخابها لتتراجع وتواصل ضرب من هو في الحكومة الذي لا يعمل فيها، ولا يفيد حياة الناس على الإطلاق. الناس الذين يستفيدون من ذلك، يمكن القول، الذين هم في أمس الحاجة إليها».
في سبتمبر 2017، تم وضع بلاك في العدد 77 في «أكثر 100 شخصية مؤثرة على اليسار» من قبل المعلق إيان دايل - وهو سقوط 18 مكانًا في العام السابق، ونسبت ديل إلى وجهة النظر التالية: «سنتها الثانية في البرلمان كانت أكثر هدوءًا من الأولى».

## الآراء
تنتقد بلاك بشدة سياسة الحكومة في شأن الائتمان العالمي، وتؤكد على أن التأخير في السداد يحمل آثارا خطيرة على المطالبين وترى وجوب سداد القروض في وقت لاحق. قالت بلاك في البرلمان إن الحكومة كانت مثل "قرش قروض ورعة - إلا أنه بدلاً من أن تأتي من بابك الأمامي، فهم يأتون بعد صحتك العقلية، ورفاه الجسدي، واستقرارك، وإحساسك بالأمان - وهذا هو ما هذه التجربة لجميع ناخبينا. وأضافت: "إن إغراق الناس بالديون لا يحفز العمل، ولا يجبر الناس على الجوع ولا يحفز العمل، ويسبب القلق وحتى طرد بعض العائلات من منازلهم لا يحفز على العمل".

## وصلات خارجية
- الموقع الرسمي
- BBC Radio 4 Profile
- SNP profile